# 楊班侯
楊班侯（1837年—1892年），名鈺，河北永年人，杨式太极拳重要传人，楊露禪次子。
自小頑皮，父親楊露禪不許傳授拳藝，後來在武式太極拳始創者武禹襄所的學館習文，武禹襄見班侯「學文愚而學正智」，暗授班侯拳技，被父親楊露禪知曉，於是把太極拳術傾囊相授。楊班侯性情剛烈，常出手傷人，所以弟子不多，其徒有淩山、萬春、全佑、王茂齋、牛連元、教蓮堂、陳秀峰、張信義、李連芳、張印堂、李萬成等。